# Luis Antonio Tagle
Luis Antonio Gokim kardinál Tagle (* 21. června 1957 Manila) je filipínský římskokatolický kněz a kardinál, poslední prefekt Kongregace pro evangelizaci národů a současný pro-prefekt sekce pro prvotní evangelizaci a nové partikulární církve Dikasteria pro evangelizaci.

## Život
Kněžské svěcení přijal 27. února 1982. V roce 1991 získal doktorát na The Catholic University of America ve Washingtonu. V letech 1997 až 2001 byl členem Mezinárodní teologické komise.
Dne 22. října 2001 byl jmenovaný biskupem diecéze Imus. Biskupské svěcení mu udělil tehdejší arcibiskup Manily kardinál Jaime Sin. Rozhodnutím papeže Benedikta XVI. dnem 13. října 2011 nahradil ve funkci arcibiskupa Manily kardinála Gaudencio Borbon Rosalese, který rezignoval vzhledem k dovršení kanonického věku. Do úřadu byl slavnostně uveden 12. prosince téhož roku.
24. října 2012 Benedikt XVI. oznámil, že se arcibiskup Tagle nachází mezi šesti novými kardinály. Jejich oficiální jmenování proběhlo na konzistoři 24. listopadu téhož roku.
Dne 15. května 2015 byl zvolen novým předsedou Caritas Internationalis, konfederace národních Charit. Stal se tak jejím prvním předsedou, pocházejícím z Asie.
Dne 8. prosince 2019 jej papež František jmenoval prefektem kongregace pro evangelizaci národů.
Papež František jej s účinností od 1. května 2020 kooptoval do třídy kardinálů-biskupů, přičemž mu zůstává ponechán dosavadní kardinálský titulární kostel (povýšený pro hac vice), není tedy titulářem suburbikální diecéze.
Poté, co vstoupila v účinnost papežská konstituce Praedicate Evangelium, zanikla Kongregace pro evangelizaci národů a tím i funkce jejího prefekta, její struktura byla včleněna do nově vzniklého DIkasteria pro evengalizaci (jehož prefektem je formálně papež). Kardinál Tagle se dne 5. června 2022 stal pro-prefektem sekce pro prvotní evangelizaci a nové partikulární církve Dikasteria pro evangelizaci.